# Kropp (algebra)
Inom högre algebra är en kropp (en. field, ty. Körper) en typ av algebraisk struktur vars egenskaper liknar dem, som till exempel de komplexa och reella talen besitter med operationerna addition och multiplikation. 

## Definition
Närmare bestämt är en kropp en struktur bestående av en mängd element M samt två binära operationer, ' + ' och ' · ' som satisfierar villkoren
- ' + ' och ' · ' är kommutativa och associativa
- Den distributiva lagen gäller: a · (b + c) = a · b + a · c
- Det finns en additiv och en multiplikativ enhet, element 0, 1 sådana att a + 0 = 0 + a = a respektive a · 1 = 1 · a = a för alla a
- Varje element har en additiv invers, det vill säga, för varje a finns ett element -a så att a + ( -a) = 0
- Varje element utom 0 har en multiplikativ invers: för varje a skilt från 0 finns ett element a−1 så att a·a−1=1

En kropp är alltså en kommutativ ring, där dessutom alla element utom det additiva neutrala elementet har en multiplikativ invers. Dessa utgör då en multiplikativ grupp.
Om multiplikationen inte är kommutativ, så kallas den resulterande strukturen skevkropp. Klassen av kroppar och skevkroppar kallas gemensamt för divisionsring.
Kroppar uppkommer naturligt i många delar av matematiken och utgör en formalism som möjliggör formuleringen av exempelvis linjär algebra och algebraisk geometri, så att dessa teorier blir giltiga i en mycket större generalitet.

## Exempel
- De komplexa talen, C är en kropp under vanlig multiplikation och addition. I C finns bland annat följande delkroppar:
  - De reella talen R under samma operationer
  - De rationella talen Q under samma operationer
  - Kroppen av algebraiska tal, bestående av alla komplexa tal som kan åstadkommas som lösningar till polynomekvationer med rationella koefficienter.
- Ändliga kroppar: för varje potens q av ett primtal finns exakt en kropp med q element, så när som på en isomorfism. Denna kropp betecknas med GF(q) eller Fq, och kallas för en Galoiskropp eller just ändlig kropp.
- Mängden av meromorfa funktioner på C bildar en kropp under de punktvisa operationerna.

## Egenskaper och klasser av kroppar
En grundläggande invariant för en kropp är dess karakteristik. Karakteristiken för en kropp definieras som det minsta k så att en summa av k stycken element alltid blir noll. Om inget sådant k existerar sägs kroppen ha karakteristik 0.
C, R och Q är alla exempel på kroppar av karakteristik noll. En ändlig kropp med p element, där p är ett primtal har karakteristik p. En kropp av karakteristik 0 har alltid en unik delkropp isomorf med Q och en kropp med karakteristik p har alltid en unik delkropp isomorf med Fq. Man säger att Q respektive Fq är primkroppar.
Ett mått på hur mycket större en kropp är än sin primkropp är dess transcendensgrad. Transcendensgraden för en kropp k är storleken på en minimal mängd M sådan att varje annat element i k är algebraiskt över den delkropp som genereras av primkroppen för k tillsammans med M. Transcendensgraden för en kropp kan vara ändlig, som till exempel för kroppen Q(t), eller oändlig som till exempel för C. 
Givet en kropp k och ett polynom f(t) med koeffecienter i k går det alltid att bilda en kropp K som genereras av k samt en rot till f(t). K kallas då algebraisk över k. En kropp k sådan att alla rötter till alla polynom över k redan finns i k kallas algebraiskt sluten. Ett exempel på en algebraiskt sluten kropp är C. Varje kropp kan inbäddas i en större kropp som är algebraiskt sluten, med hjälp av urvalsaxiomet.